# Puyan (köpinghuvudort i Kina, Zhejiang Sheng, lat 30,16, long 120,15)
Puyan är en köpinghuvudort i Kina. Den ligger i provinsen Zhejiang, i den östra delen av landet, omkring 10 kilometer söder om provinshuvudstaden Hangzhou. Antalet invånare är 151 833. Befolkningen består av 72 962 kvinnor och 78 871 män. Barn under 15 år utgör 7,0 %, vuxna 15-64 år 88 %, och äldre över 65 år 3,0 %.
Runt Puyan är det tätbefolkat, med 881 invånare per kvadratkilometer. Närmaste större samhälle är Hangzhou, 15,2 km norr om Puyan. 
Genomsnittlig årsnederbörd är 1 869 millimeter. Den regnigaste månaden är juni, med i genomsnitt 328 mm nederbörd, och den torraste är november, med 74 mm nederbörd.